# Mellby Gård
Mellby Gård AB ett holdingbolag som grundades 1986 av Rune Andersson  när han köpte gården Mellby Gård i Sösdala. Mellby Gård AB och Carl Bennet AB bildade 1989 Andersson & Bennet AB med 50 procents ägarandel var. Fram till 1997 skedde all expansion inom Andersson & Bennet AB. Mellby Gård AB var då ett renodlat jordbruksbolag med djur och spannmål. 1997 delades Andersson & Bennet AB upp genom att en del tillgångar fördes över till Mellby Gård AB och en del till Carl Bennet AB. 2013 utsågs Johan Andersson, son till Rune Andersson, till VD för Mellby Gård och Rune satt i bolagets styrelse. Företaget har huvudsäte i Malmö i Skåne län. 
Mellby Gård AB är ägare i 19 bolag, bland annat Roxtec, Feralco, Klarahill, Oscar Jacobson, Duni och Academedia.

## Bolag

### Dotterbolag
| Chevalier                             |
| Excalibur                             |
| Feralco                               |
| Hedson                                |
| KappAhl                               |
| Klarahill                             |
| Lund Fashion (Flash + Dea & Axelssons |
| Nikkarit                              |
| Oscar Jacobson                        |
| Roxtec                                |
| Smarteyes                             |
| Söderberg & Haak Maskin               |
| Trude                                 |

### Intressebolag
| Academedia        |
| BM Agri           |
| Duni              |
| Flowbird          |
| StudentConsulting |
| Älvsbyhus         |

## Jordbruk och travhästar
Mellby Gård Jordbruk strax söder om Hässleholm bedriver storskaligt lant- och skogsbruk med huvudinriktning på gris- och nötdjursproduktion, skogsverksamhet och hästuppfödning, främst travhästar. De största stjärnorna som fötts upp av stuteriet är Mellby Viking och Mellby Free. Den förstnämnda har efter tävlingskarriären varit verksam som avelshingst på gården.